# 郑州航空工业管理学院

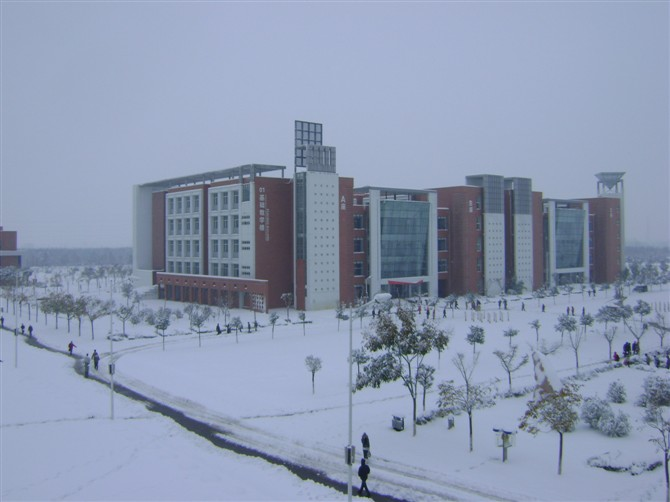
教学楼雪景照

34°43′01″N 113°38′43″E / 34.716871°N 113.645196°E
郑州航空工业管理学院（英語：Zhengzhou University of Aeronautics）位于河南省郑州市大学中路2号，是一所全日制普通本科院校，1949年建校，原隶属于中国航空工业部，1999年实行航空部与河南省共建。郑州航空工业管理学院一共有两个校区，分别为东校区、南校区。

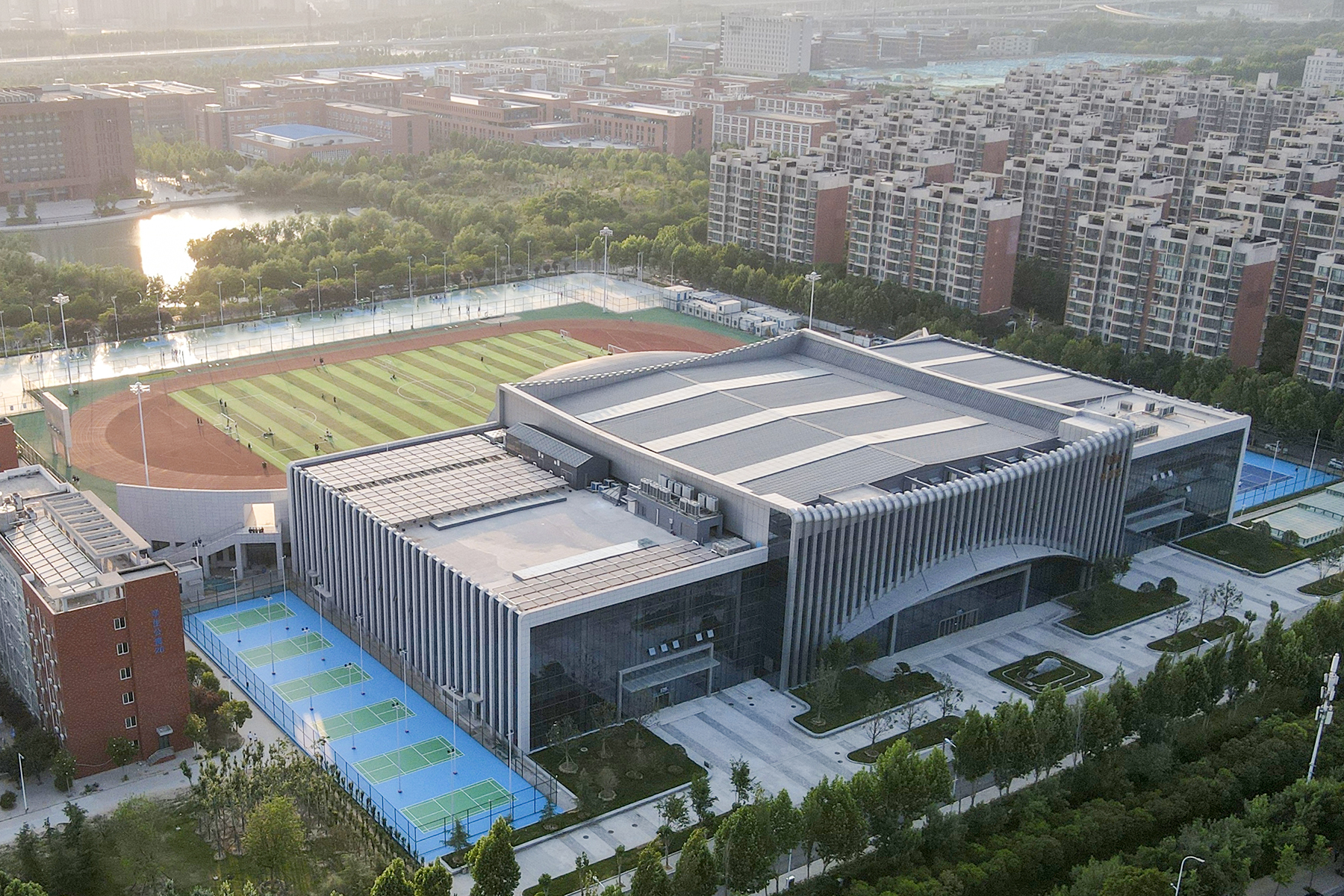
郑州航空工业管理学院体育馆及运动场

学校现设有商学院、航空工程学院、民航学院、管理工程学院等13个院系，共有本科专业72个，其中工业工程、会计学专业、审计学专业属于国家管理专业。

## 历史
1949年，河南省郑州市建立了“平原省财经学校”，是郑州航空工业管理学院的前身。
1964年，平原省财经学校更名为“郑州航空工业学校”。
1978年，改革开放，学校恢复正常的教育教学工作，郑州航空工业学校更名为“郑州航空工业管理专科学校”。
1984年，郑州航空工业管理专科学校更名为“郑州航空工业管理学院”，一直使用至今。

## 学校院系
郑州航空工业管理学院一共有6个大类，19个院系部，58个本科专业。

### 学科
郑州航空工业管理学院一共有管理学、经济学、工学、法学、文学、理学6个大类的学科。

### 院部
- 会计学院
- 工商管理学院
- 经贸学院
- 信息科学学院
- 管理科学与工程学院
- 机电工程学院
- 外国语学院
- 法学院
- 土木建筑工程学院
- 计算机科学与应用学院
- 理学院
- 人文社会科学学院
- 电子通信工程学院
- 艺术设计学院
- 航空工程学院
- 体育教学部
- 国际学院
- 继续教育学院
- 思想政治理论教学部

### 重点学科
- 国家及特色专业：会计学、工业工程、审计学。[1]
- 省级重点学科建设点：管理科学与工程、会计学、情报学、工程管理。[1]
- 省级特色专业建设点：档案学、工程管理、人力资源管理、审计学、市场营销学、统计学。[1]
- 河南省高等学校教学团队专业：会计学、工业工程、经济、财务管理。[1]

## 学校文化

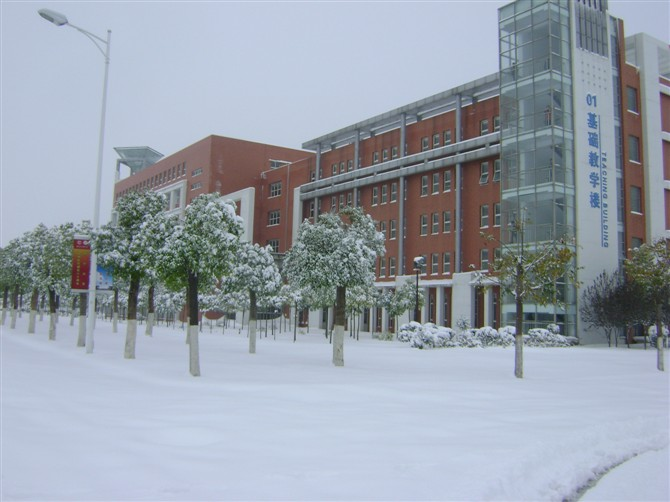
基础教学楼景观。

### 校训
严谨、求实，开拓、进取

### 治学理念
德育首位，教学中心，质量至上，育人为本

### 官方刊物
《郑州航空工业管理学院学报》为郑州航空工业管理学院的官方刊物。

### 运动会
第四十届春季运动会将于2023年4月25日—26日在龙子湖校区东体育场举行。

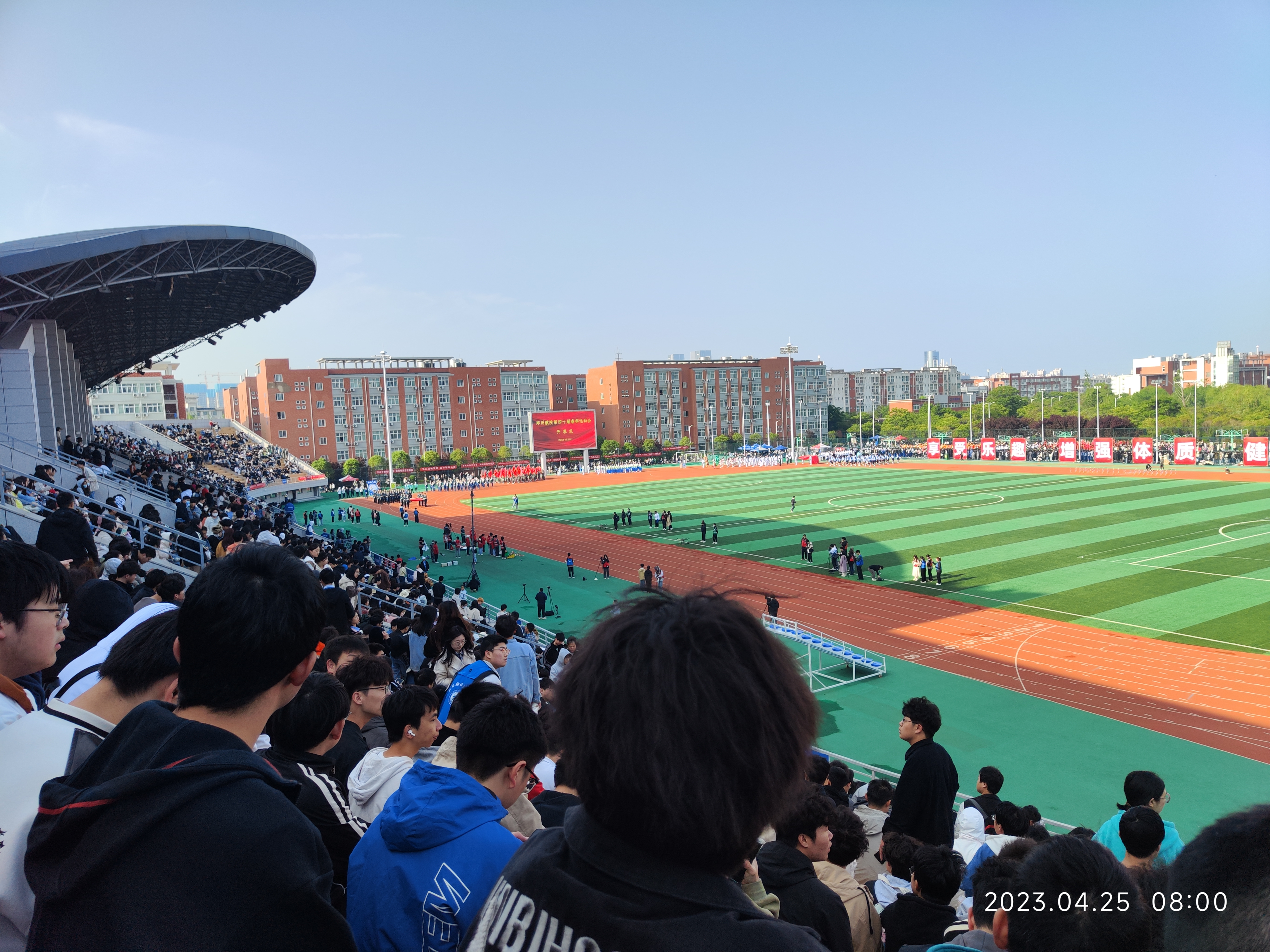

## 荣誉奖项
- “郑州市文明单位标兵”。[1]
- “河南省文明学校”。[1]
- “河南最具公信力的十大教育品牌”。[1]
- “河南省本科综合实力20强”。[1]